# Mikel Arteta
Mikel Arteta Amatriain (San Sebastián, 26 de março de 1982) é um treinador e ex-futebolista espanhol que atuava como meio-campista. Atualmente comanda o Arsenal.

## Carreira como jogador
Formado nas categorias de base do Barcelona, Mikel Arteta teve pouquíssimas chances no clube catalão, atuando apenas pelo Barcelona B. Na temporada 2001–02, foi emprestado ao Paris Saint-Germain.

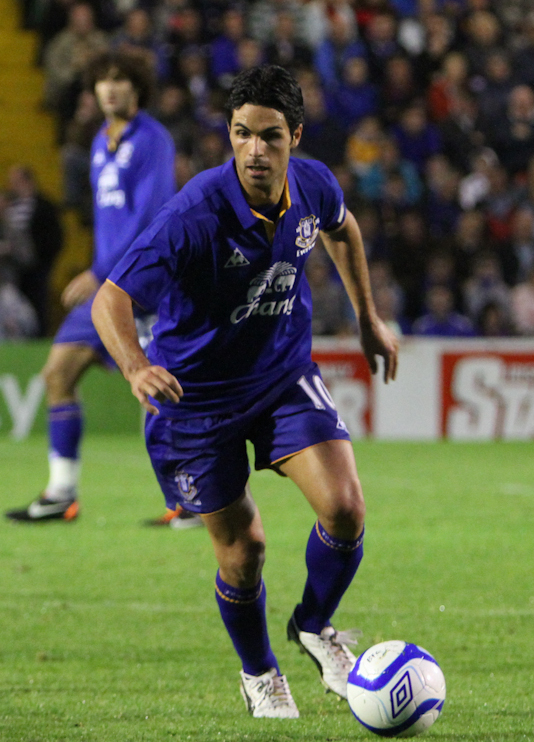
Arteta atuando pelo Everton em 2011

Após uma temporada e meia na equipe parisiense, e com o fim de seu contrato com o Barcelona, Arteta foi contratado pelo Rangers, da Escócia, e lá começou a se destacar, tendo um bom desempenho durante os dois anos que permaneceu no clube escocês. Em 2004, novamente mudou de clube, retornando ao seu país natal para atuar pela Real Sociedad. Passou por tempos difíceis no clube, não conseguindo uma readaptação ao estilo de jogo do Campeonato Espanhol.
Em janeiro de 2005, o espanhol transferiu-se para o Everton, inicialmente por empréstimo. No clube inglês, definitivamente deu mostras de que era um bom jogador. Atuando pelos Toffees entre 2005 e 2011, disputou um total de 209 jogos, sendo este o tempo que mais partidas disputou em sua carreira. No Everton, Arteta rapidamente tornou-se titular e passou a ser indispensável ao meio-campo da equipe comandada por David Moyes, sendo o principal criador de jogadas, além de cobrador de faltas e pênaltis. Até hoje é considerado pela torcida um dos principais ídolos recentes do clube.
No dia 31 de agosto de 2011, último dia da janela de transferências europeia e após uma longa negociação, o Arsenal acertou por quatro anos com o espanhol. Nos Gunners, assim como já havia sido no Everton, se tornou titular absoluto logo em sua primeira temporada, atuando em 29 das 38 partidas da Premier League, marcando seis gols e dando três assistências.

### Seleção Espanhola
Arteta também possui nacionalidade britânica, e, por jamais ter sequer disputado uma partida pela Seleção Espanhola principal (apenas pelas Seleções de base), chegou a expressar que aceitaria defender a Seleção Inglesa. No entanto, o meia nunca foi convocado para o English Team.

## Carreira como treinador
Ao encerrar a carreira de jogador, iniciou como treinador em julho de 2016, quando tornou-se auxiliar da equipe de Josep Guardiola no Manchester City.
Após a demissão de Unai Emery, Arteta foi anunciado como novo técnico do Arsenal no dia 20 de dezembro de 2019.
Foi eleito o "Treinador do Mês" da Premier League em setembro de 2021, sendo o primeiro desde Arsène Wenger a receber a honraria pelo Arsenal. Após ser escolhido novamente em março de 2022, Arteta foi eleito o Treinador do Mês pela terceira vez em agosto. Com cinco vitórias consecutivas que levaram os Gunners à liderança da Premier League, o técnico espanhol superou nomes como Marco Silva, Antonio Conte, Graham Potter e Pep Guardiola.

## Estatísticas como treinador
Atualizadas até 12 de março de 2024
| Clube   | Período | Jogos | Vitórias | Empates | Derrotas | Aproveitamento |
| ------- | ------- | ----- | -------- | ------- | -------- | -------------- |
| Arsenal | 2019–   | 220   | 129      | 36      | 55       | 58,4%          |

## Títulos como jogador
Paris Saint-Germain
- Copa Intertoto da UEFA: 2001[10]

Rangers
- Scottish Premier League: 2002–03[11]
- Copa da Liga Escocesa: 2002–03[12]

Arsenal
- Copa da Inglaterra: 2013–14 e 2014–15[13][14]
- Supercopa da Inglaterra: 2014 e 2015

Espanha Sub-16
- Campeonato Europeu Sub-16: 1999[carece de fontes?]

Espanha Sub-18
- Taça Meridional da UEFA–CAF: 1999[carece de fontes?]

### Prêmios individuais
- Jogador do Mês da Scottish Premier League: setembro de 2002 e agosto de 2003[carece de fontes?]
- Jogador da Temporada do Everton: 2005–06 e 2006–07

## Títulos como treinador
Arsenal
- Copa da Inglaterra: 2019–20
- Supercopa da Inglaterra: 2020 e 2023

### Prêmios individuais
- Treinador do Mês da Premier League: setembro de 2021,[7] março de 2022,[8] agosto de 2022,[9] dezembro de 2022,[15] janeiro de 2023,[15] março de 2023[15] e fevereiro de 2024[15]